# 大明山舌唇兰
大明山舌唇兰（学名：Platanthera damingshanica）为兰科舌唇兰属下的一个种。

## 扩展阅读
- 維基物種上的相關：大明山舌唇兰